# نينا كينيدي
نينا كينيدي (بالإنجليزية: Nina Kennedy) هي منافسة ألعاب القوى أسترالية، ولدت في 5 أبريل 1997.

## وصلات خارجية
- نينا كينيدي على موقع الاتحاد الدولي لألعاب القوى (الإنجليزية)
- نينا كينيدي على موقع النتائج التاريخية لألعاب القوى الأسترالية (الإنجليزية)
- نينا كينيدي على موقع اللجنة الأولمبية الدولية (الإنجليزية)
- نينا كينيدي على موقع أوليمبيديا (الإنجليزية)
- نينا كينيدي على موقع اللجنة الأولمبية الأسترالية (الإنجليزية)